# Jacques Baudet-Lafarge
Pour les articles homonymes, voir Baudet-Lafarge.
Jacques Antoine Baudet-Lafarge est un homme politique français, né le 28 janvier 1803 à Maringues (Puy-de-Dôme) et mort le 11 août 1867 à Riom.
Fils de Mathieu Baudet-Lafarge, député, opposant libéral à la Restauration, il est sous-préfet d'Ambert en 1830. Conseiller général, il est député du Puy-de-Dôme de 1848 à 1849, siégeant avec les républicains modérés.

## Sources
- « Jacques Baudet-Lafarge », dans Adolphe Robert et Gaston Cougny, Dictionnaire des parlementaires français, Edgar Bourloton, 1889-1891 [détail de l’édition]